# فدوى طه
فدوى عبد الرحمن علي طه أو فدوى طه (من مواليد 23 تشرين الأوّل/أكتوبر 1955 في أربجي، ولاية الجزيرة بالسودان) هي بروفيسور في كليّة الآداب قسم التاريخ بجامعة الخرطوم.

## الحياة المُبكّرة والتعليم
وُلدت فدوى طه في مدينة أربجي بولاية الجزيرة في 23 تشرين الأول/أكتوبر من عام 1955 وترعرت هناك.
حصلت عام 1979 – حينما كانت تبلغُ من العمر 24 سنة – على شهادة بكالوريوس في الآداب من جامعة الخرطوم 1979 ثمّ حصلت بعدها بثلاث سنوات على شهادة ماجستير في تخصّص الآداب أيضًا من نفسِ الجامعة قبل أن تنالَ عام 1987 شهادة دكتوراه في الفلسفة من جامعة الخرطوم وكذا ماجستير ثاني في الآداب عام 2002 بالإضافةِ إلى دكتوراه فخرية من جامعة بيرقن في دولةِ النرويج.

## المسيرة المهنيّة
عُينت ب. فدوي مديرا لجامعة الخرطوم في أكتوبر 2019، شغلت منصب عميدة كلية السودان الجامعية للبنات عام 1993 ؛ إلى 1996.
ظلت أربع سنوات تتنقلُ بينَ العديد من الوظائف في عام 2010 أصبحت محررة مجلة كلية الآداب في جامعة الخرطوم التي درست فيها. خلال نفس الفترة؛ عُيّنت فدوى طه كرئيسة قسم التاريخ في نفس الجامعة وفي عام 2007 أصبحت نائبة عميد كلية الدراسات العليا. انتقلت فيما بعد إلى المملكة العربية السعودية وبحلول عام 2010؛ صارت فدوى مسئولة الجودة والبحث والعلمي في كلية التربية بمدينة حفر الباطن.

## الحياة السياسيّة
شاركت فدوى طه في احتجاجات السودان عام 2019 «ثورة ديسمبر» والتي أسقطت نظام عمر البشير كما لعبت «دورًا مهمًا نوعًا ما» فِي النّقاشات التي دارت بينَ قوى إعلان الحرية والتغيير والمجلس العسكري – الذي حلّ محل نظام البشير بُعيد الانقلاب عليه – من أجلِ الاتفاق على مجلسٍ وطني يقودُ البلاد في «المرحلة الانتقاليّة». بعدَ توصل الطرفين إلى «حلٍ مشترك» في الخامس من تمّوز/يوليو 2019؛ بدأَ الحديث عن أعضاء المجلس السيادي السوداني ورئاسة الوزراء؛ حيثُ تناقلت وسائل إعلام محليّة اسمَ فدوى كإحدى المُرشّحات لشغلِ منصبٍ في المجلس السيادي الذي سيقودُ البلاد مشاركةً مع المجلس العسكري إلى حينِ تنظيم انتخابات جديدة وتشكيلِ حكومة مُنتخبة.

## الحياة الخاصّة
فدوى متزوّجة من الدكتور المقداد أحمد علي ولهما طفلان؛ حاتم الذي درسَ في جامعة الخرطوم وبالتحديدِ في مدرسة العلوم الإدارية وعزت التي تخرّجت هي الأخرى من كلية الهندسة قسم الكهرباء في ذات الجامِعة.